# Штайнер, Джерри
Джером Дж. «Джерри» Штайнер (англ. Jerome J. "Jerry" Steiner; 7 января 1918, Берн, штат Индиана, США — 1 февраля 2012, Бонита-Спрингс, штат Флорида, США) — американский профессиональный баскетболист, тренер и арбитр.

## Ранние годы
Джерри Штайнер родился 7 января 1918 года в городе Берн (штат Индиана), учился там же в одноимённой школе, в которой играл за местную баскетбольную команду.

## Студенческая карьера
В 1940 году окончил Университет Батлера, где в течение трёх лет играл за команду «Батлер Бульдогс», в которой провёл успешную карьеру. При Штайнере «Бульдогс» ни разу не выигрывали ни регулярный чемпионат, ни турнир конференции Independent, а также ни разу не выходили в плей-офф студенческого чемпионата США. На протяжении всей своей студенческой карьеры Джерри Штайнер был лидером «Бульдогов», после завершения которой был введён в спортивный зал славы университета Батлера, но, будучи в последнем сезоне в числе соискателей награды, он так и не был включён во всеамериканскую сборную NCAA. В 1982 году он был включён в Баскетбольный Зал Славы Индианы.

## Профессиональная карьера
Играл на позиции разыгрывающего защитника. В 1940 году Джерри Штайнер заключил соглашение с командой «Индианаполис Каутскис», выступавшей в Национальной баскетбольной лиге (НБЛ). Позже выступал за команду «Форт-Уэйн Золлнер Пистонс» (НБЛ). Всего в НБЛ провёл 2 сезона. Штайнер один раз включался во 2-ю сборную всех звёзд НБЛ (1946). Всего за карьеру в НБЛ Джерри сыграл 46 игр, в которых набрал 299 очков (в среднем 6,5 за игру). Помимо этого Штайнер в составе «Каутскис» и «Пистонс» два раза участвовал во Всемирном профессиональном баскетбольном турнире, став его бронзовым призёром в 1947 году.

## Тренерская карьера
Команда «Индианаполис Каутскис», с которой Штайнер в 1940 году подписал контракт, из-за финансовых проблем отказалась от участия в предстоящем сезоне, после чего он решил начать тренерскую карьеру. В том же году он заключил договор с баскетбольной командой средней школы имени Абрама Шортриджа города Индианаполиса, которой руководил на протяжении двух сезонов (1940—1942). Во время Второй мировой войны ему пришлось на три года прервать свою тренерскую карьеру (1942—1945), после окончания которой возобновил игровую карьеру в «Каутскис». После завершения профессиональной карьеры игрока Джерри стал арбитром конференции Big Ten, а затем в течение ещё тридцати лет работал учителем физкультуры в вышеупомянутой школе.

## Семья и смерть
Его жену звали Рут, которая родила ему двух дочерей (Линду и Энн) и одного сына (Стива). Кроме того у него было семь внуков и четыре правнука. Джерри Штайнер умер в среду, 1 февраля 2012 года, на 95-м году жизни в городе Бонита-Спрингс (штат Флорида).